# Champagné
Champagné – miejscowość i gmina we Francji, w regionie Kraj Loary, w departamencie Sarthe.
Według danych na rok 2010 gminę zamieszkiwało 3841 osób, a gęstość zaludnienia wynosiła 275 osób/km².